# Cavacurta

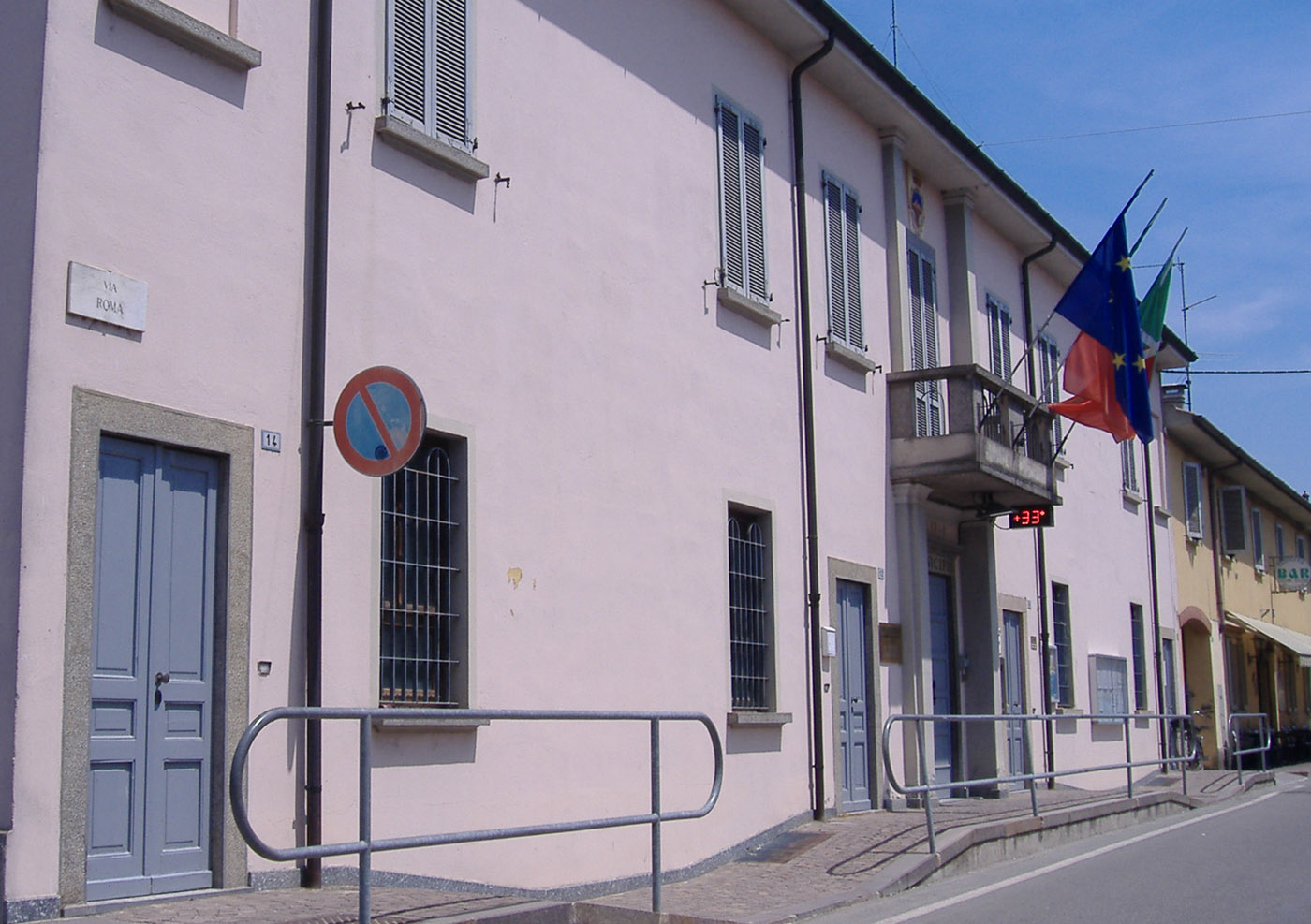
Rathaus der Gemeinde

Cavacurta ist eine Fraktion der Gemeinde Castelgerundo eine norditalienische Gemeinde (comune) in der Provinz Lodi in der Region Lombardei. Der Ort liegt auf einer Höhe von 60 Metern über dem Meer.
Die Gemeinde Cavacurta wurde am 1. Januar 2018 mit Camairago zur neuen Gemeinde Castelgerundo zusammengeschlossen. Die Gemeinde Cavacurta hatte zuletzt 835 Einwohner (Stand 31. Dezember 2016) auf einer Fläche von rund 7,1 km². Nachbargemeinden waren Camairago, Codogno, Maleo und Pizzighettone (CR). Cavacurta grenzte an die Provinz Cremona an.